# Jaméricourt
Jaméricourt är en kommun i departementet Oise i regionen Hauts-de-France i norra Frankrike. Kommunen ligger i kantonen Chaumont-en-Vexin som tillhör arrondissementet Beauvais. År 2022 hade Jaméricourt 309 invånare.

## Befolkningsutveckling
Antalet invånare i kommunen Jaméricourt
| Referens: INSEE |